# Watson

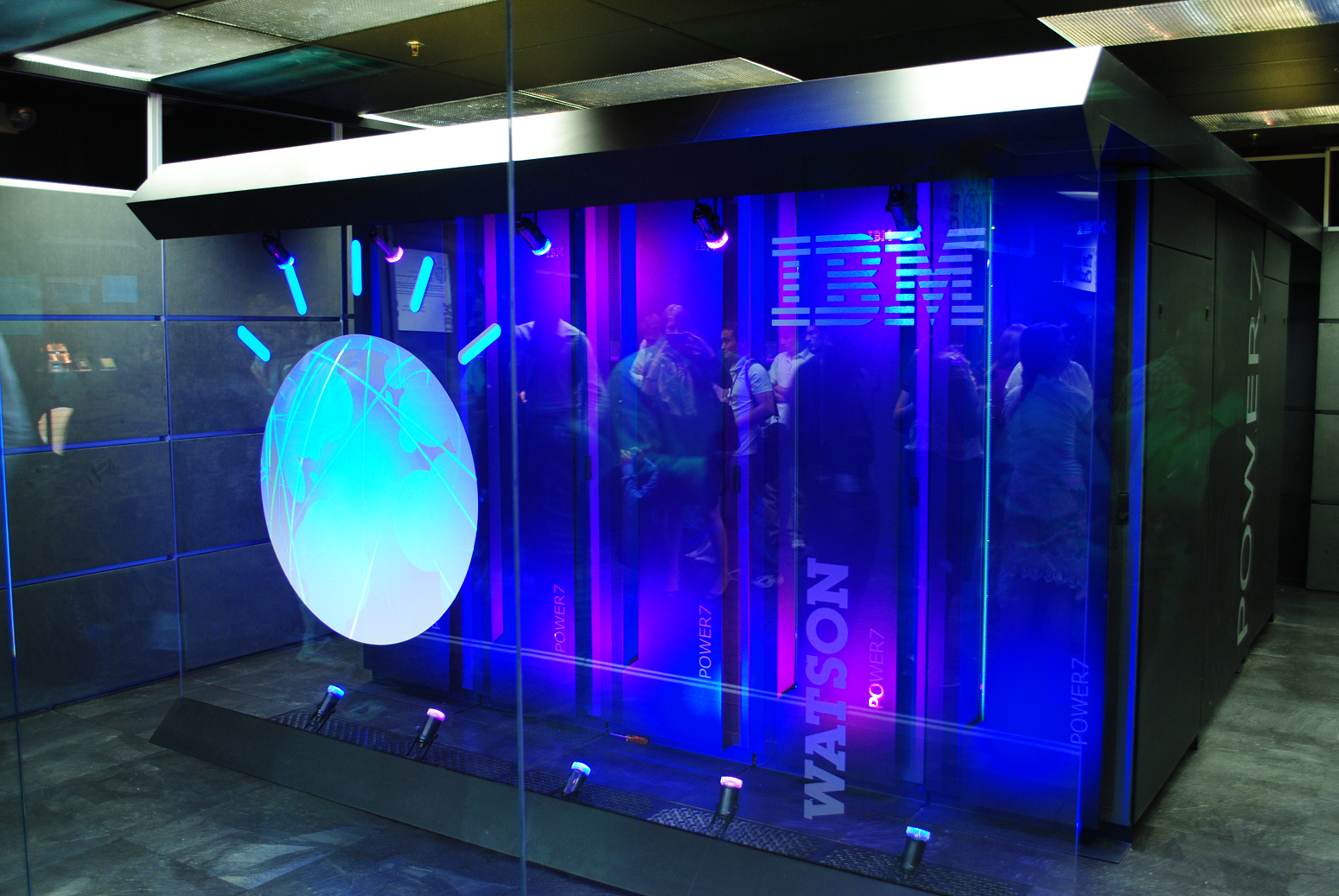
IBM Watson

Watson este un sistem computerizat cu inteligență artificială, capabil de a răspunde la întrebări puse în limbaj natural. A fost dezvoltat prin proiectul DeepQA - IBM de către o echipă de cercetare condusă de David Ferrucci.  Watson a fost numit după primul președinte IBM, Thomas J. Watson.
În 2011, pentru a i se testa abilitățile, Watson a concurat în concursul Jeopardy!, fiind în acel moment prima înfruntare de acest fel între om și mașină. În trei emisiuni televizate, Watson l-a învins pe Brad Rutter, cel care a câștigat cea mai mare sumă la acest concurs și pe Ken Jennings, cel care a avut cele mai multe emisiuni câștigate (74). Watson a primit marele premiu de 1 milion dolari, în timp ce Ken Jennings și Brad Rutter au primit 300.000 dolari și respectiv 200.000 dolari. Jennings și Rutter s-au angajat să doneze jumătate din câștiguri, în timp ce IBM a împărțit câștigul lui Watson la două organizații de caritate.
Watson în mod constant și-a depășit adversarii umani, dar a avut probleme să răspundă la câteva categorii, în special întrebările care au indicii scurte și care conțin numai câteva cuvinte. Pentru fiecare indiciu, primele trei răspunsuri cele mai probabile ale lui Watson erau afișate pe un ecran de televiziune. Watson a avut acces la 200 de milioane de pagini cu conținut structurat și nestructurat care au însumat 4 Teraocteți de stocare pe disc, inclusiv textul integral al site-ului Wikipedia. Watson nu a fost conectat la Internet în timpul jocului.

## Arhitectura

### Hardware
Watson este format dintr-un grup de 90 de servere IBM Power 750 (plus controlere suplimentare I/O, de rețea, etc) cu un total de 2880 procesoare multi-nucleu POWER7 și 16 Teraocteți de memorie RAM. Fiecare server POWER 750 utilizează un procesor de 3,5 GHz POWER7 cu opt nuclee.
Potrivit lui John Rennie, Watson poate procesa 500 gigaocteți, echivalentul a unui milion de cărți, pe secundă. Tony Pearson estimează costul hardware al lui Watson la circa 3 milioane dolari.